# Tico Torres
Hector Samuel Juan "Tico" Torres (New York, 7. listopada 1953.) američki je bubnjar kubanskog porijekla. Bubnjar je rock sastava Bon Jovi.